# Benkovo
Benkovo is een plaats in de gemeente Pregrada in de Kroatische provincie Krapina-Zagorje. De plaats telt 359 inwoners (2001).